# Kapten Grogg och fru
Kapten Grogg och fru är en svensk animerad komedifilm från 1918 i regi av Victor Bergdahl. Filmen var den sjunde i en serie filmer om Kapten Grogg.

## Om filmen
Filmen premiärvisades den 11 november 1918 på biograf Röda Kvarn i Stockholm.

## Handling
Kapten Grogg skiljer sig från sin fru Sylfidia.